# Czepyn
Czepyn (bułg. Чепън) – masyw górski w Bułgarii, w zachodniej Starej Płaniny.
Najwyższym punktem jest szczyt Petkow kryst, który znajduje się na wysokości 1210 m n.p.m. U podnóża masywu położone jest miasto Dragoman i bagno dragomańskie. Czepyn jest ulubionym miejscem wypoczynkowym dla turystów. Ten masyw był miejscem zaciętych walk w czasie wojny serbsko-bułgarskiej w 1885 roku.